# Basílica de Nossa Senhora de Begoña
A Basílica de Nossa Senhora de Begoña é o santuário da Madre de Deus de  Begoña, padroeira do Senhorio da Biscaia. Situa-se em Bilbau, capital da Biscaia,  País Basco, Espanha.

## História

### Edifício primitivo
Conhece-se o edifício original graças a um inventário realizado em 1503. Era um templo de uma só nave com teto em madeira, uma capela de pedra que continha a Virgem e um coro, bem como uma calostra, ou pórtico de madeira. Sabe-se também da existência de um retábulo de grandes dimensões em estilo flamengo, que continha 14 quadros com imagens da vida de Maria. Possivelmente tinha uma configuração semelhante ao retábulo do Mosteiro de Cenarruza, mas em maior escala. Nada se sabe sobre as dimensões do edifício, mas provavelmente coincidiam com as da nave central da igreja atual.

### Edifício atual
As obras de construção da basiílica que hoje existe começaram na primeira década do século XVI, segundo o projeto de Sancho Martínez de Asego. A torre foi desenhada por Martín de Garita. A igreja consta duma ampla nave central com abside poligonal e duas naves laterais ligeiramente mais baixas, cobertas com abóbada em cruzaria suportada por dez roustos pilares cilíndricos. As obras duraram cerca de um século e o estilo foi variando desde o gótico inicial até ao maneirismo da portada principal, formulada como um arco do triunfo, com fortes reminiscências das obras castelhanas de Gil de Hontañón. As restantes partes da basílica respeitam o estilo gótico, apesar do coro deixar perceber a atitude classicista de quem o desenhou.
As obras foram custeadas com esmolas dos fiéis, principalmente pelos habitantes da Villa de Bilbau, naquele tempo independente da anteiglesia de Begoña. Um testemunho disso são os escudetes que coroam os pilares da nave central, que contêm, não as armas das famílias nobres, mas emblemas de mercadores e grémios da vila. A imagem da Virgem só foi transferida para a sua nova igreja em dezembro de 1603, sendo então instalada num altar modesto. O historiador e artista Francisco Mendieta pintou, em 1607, uma cena de casamento no interior da recém consagrada igreja. Em 1640 é contratado o arquiteto e escultor Pedro de la Torre para realizar um retábulo que substituísse o existente, muito humilde, que é mostrado no quadro de Mendieta. A execução do retábulo acabou por ser levada a cabo por Antonio de Alloytiz, um escultor biscainho de Forua.

### Invasão napoleónica e primeira guerra carlista
A basílica foi afetada pelas guerras napoleónicas. A 5 de agosto de 2008 as tropas francesas, comandadas pelo general Merlin saquearam a vila e o santuário, assassinando o pároco. Durante as últimas fases da guerra, Begoña ganha grande importância estratégica devido à sua posição dominante sobre a cidade. Por isso mesmo, o edifício foi bastante danificado.
Durante o primeiro cerco de Bilbau pelos carlistas, o comandante destes, Tomás de Zumalacárregui, instalou em Begoña uma bateria de artilharia, o que converteu a igreja num alvo preferencial das tropas sitiadas. Apesar de ter permanecido quase ilesa até à retirada dos carlistas, em 1835 as tropas liberais decidiram explodir o campanário para evitar o seu uso pelo inimigo. O campanário desmoronou-se sobre as abóbadas destruindo-as.
Um ano depois as tropas carlistas voltaram a tentar conquistar Bilbau, mas nessa ocasião foram as tropas liberais que ocuparam Begña, transformando-a num fortim. A soldadesca queimou como combustível tudo o que restava da igreja — altares, retábulos, armários, e até o soalho — foram consumidos nas fogueiras. A imagem da virgem foi salva graças porque os seus devotos tiveram a precaução de levá-la para a igreja de Santiago (atualmente a catedral). O iventário ordenado em 1838 pelo governo indica que «nem sequer tem o absolutamente preciso», referindo-se ao estado de ruína do templo.

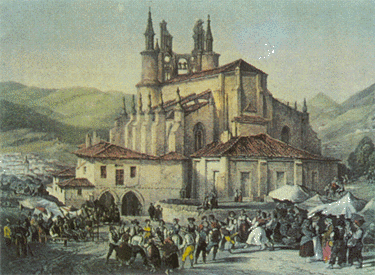
Romaria em Begoña após a primeira guerra carlista

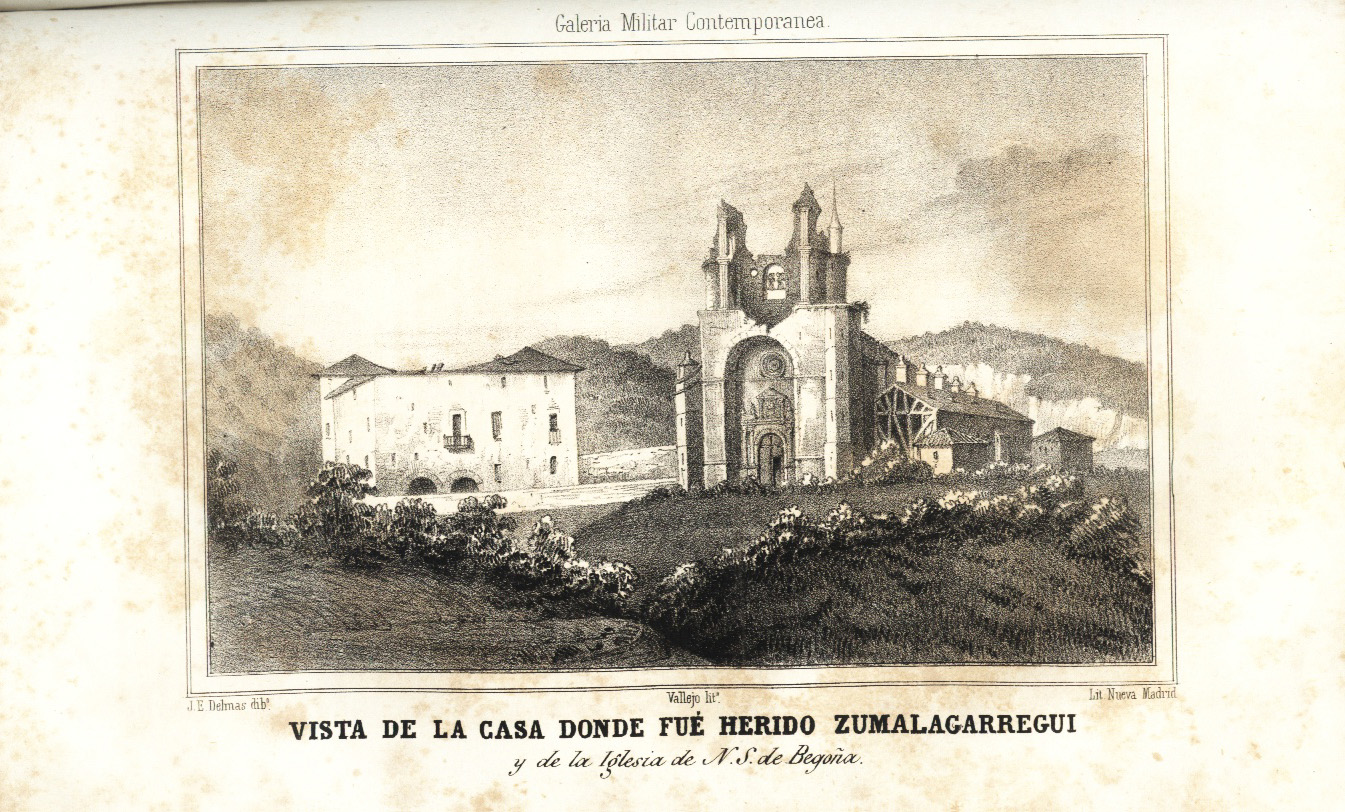
Imagem de 1846 mostrando a «Casa onde foi ferido Zumalacárregui e da Igreja de N. S. de Begoña

### Reconstrução
As obras de reparação do templo foram custeadas pelo ayuntamiento da anteiglesia, pois o cabildo de Begoña estava na bancarrota depois da guerra, e a 1 de agosto de 1841 a imagem da virgem foi devolvida ao seu santuário. As obras da nova torre terminaram em 1850, mas em 1862 um raio derrubou a sua parte superior, o que levou à instalação do primeiro para-raios da cidade. O retábulo atual, uma obra neobarroca de Modesto Echániz data desta época (1869).

### Segunda guerra carlista
Em 1873 a guerra volta a Begoña, transformando o santuário numa fortaleza, primeiro pelos carlistas que, ao ser expulsos levaram consigo a imagem da virgem. Depois da coupação da basílica pelos liberais, é continuamente bombardeada e e é alvo de várias tentativas de incêndio. Mais uma vez, a torre desmoronou-se sobre a abóbada da nave.

### Segunda reconstrução e intervenções contemporâneas
Em 1876 são iniciadas novas obras de reconstrução, que culminaram com a finalização em 1881, pela terceira vez, da torre. Esta terá vida curta, pois em 1900, após a coroação canónica da imagem da virgem, começou a ser demolida. A 27 de março de 1908, Roma outorgou ao templo o título de basílica menor. Em 1928 a igreja foi consagrada de novo, já com nova torre, obra do arquiteto José María Basterra. Durante os anos posteriores à reforma litúrgica, procedeu-se à eliminação do grande templete-expositor que se encontrava aos pés da virgem, assim como das estátuas dos apóstolos que rodeavam os pilares da nave. Em 1993 foram levadas a cabo obras de limpeza da pedra e reparação do relógio e carrilhão da torre.

### "La Salve" e a Basílica de Begoña
O bairro bilbaíno de "La Salve" deve o seu nome ao facto de que a curva apertada da ria de Bilbau que passa ao lado desse bairro era o primeiro lugar desde o qual os marinheiros que voltavam à cidade viam as torres da basílica e segundo a tradição, ali começavam a rezar uma "Salve à Virgem, em agradecimento por tê-los protegido nas suas viagens.

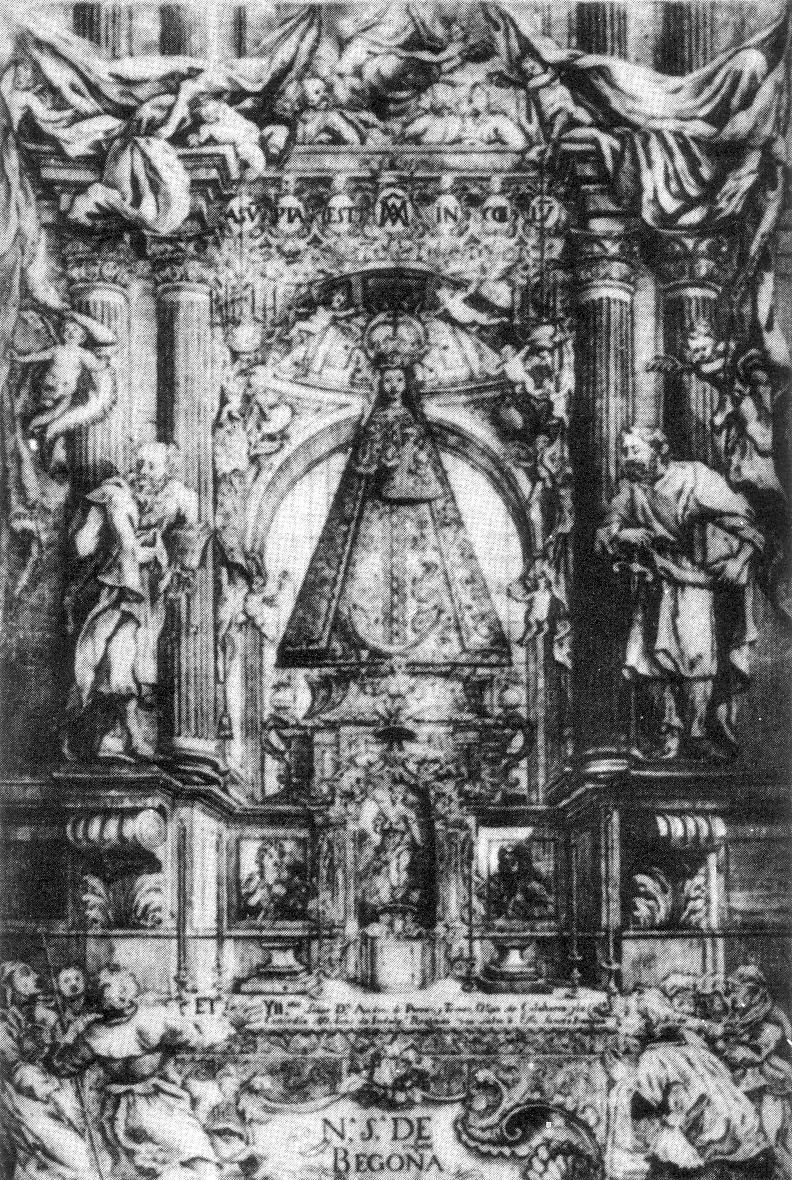
Retábulo em 1640

### A basílica na história do País Basco
A basílica foi um santuário para os carlistas devido ao facto do general carlista Zumalacarregui ter sido ali mortalmente ferido.
A 16 de agosto de 1942 foi lançada uma bomba à saída da igreja sobre um grupo de carlistas, supostamente por falangistas, que causou cerca de setenta feridos ligeiros. Um falangista, Juan José Domínguez Muñoz, foi fuzilado como um dos responsáveis, tendo sido o único falangista justiçado durante o franquismo, apesar da sua participação no atentado ser contestada por alguns.

### Culto e festividades
A basílica está adstrita à Basílica de São João de Latrão do Vaticano, pelo que ali se podem adquirir indulgências plenas como na basílica romana. As festividades mais importantes têm lugar nos dias 15 de agosto, dia da Assunção de Maria (também chamado "Dia da Amachu", por "Amachu" significar mãe em basco), e 11 de outubro, dia das festividade de Begoña.